# 朝鮮海峡

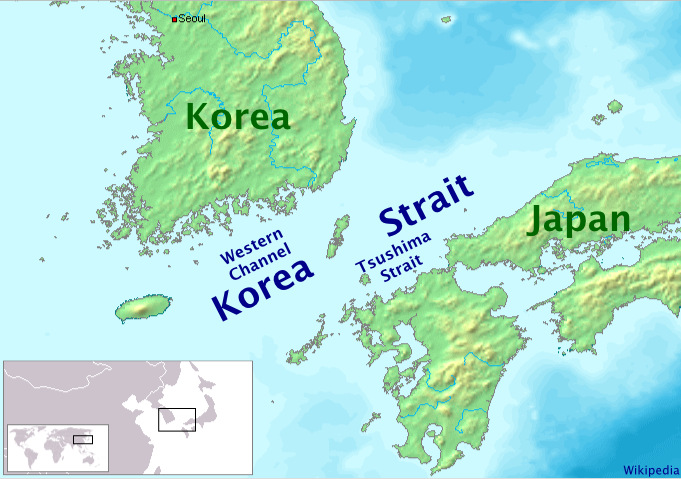
朝鮮海峡の地図

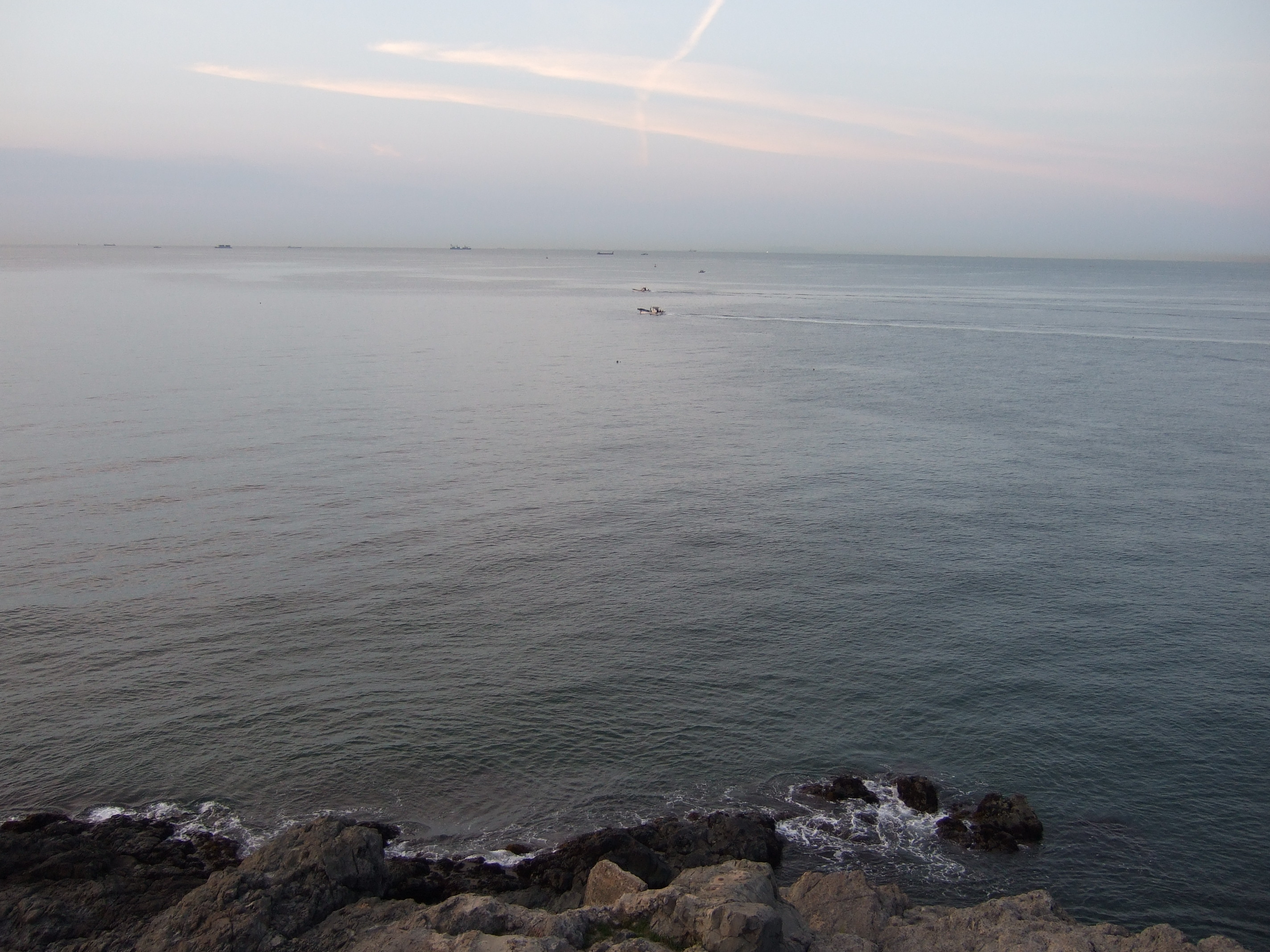
韓国側から

朝鮮海峡（ちょうせんかいきょう）とは、対馬海峡のうち、対馬と朝鮮半島の間の海峡を指す呼称。海上保安庁海洋情報部発行の海図では「対馬海峡西水道」（つしまかいきょうにしすいどう）とされる。

## 概要
東シナ海と日本海を結ぶ、長さと幅がそれぞれ約200キロメートル特定海域である。最狭部の幅は約48キロメートルで、最大水深は228メートル。海峡内の海底には北東～南西方向に長さ約130km、幅約15kmの対馬舟状海盆がある。
古来より朝鮮半島から日本列島に至る重要な航路であった。
東シナ海から日本海へ向かって暖流である対馬海流の本流が流れており、対馬海峡東水道（対馬-九州間）よりも流速が早い。
スルメイカなどの好漁場である。

## 呼称・範囲を巡る議論
対馬海峡領域においては、周辺各国における名称と国際通用名のあいだに錯綜が生じている。
なお、北朝鮮では「朝鮮（チョソン）海峡」は九州と朝鮮半島の間にある海峡全体（日本での呼称における対馬海峡に相当）を指し、韓国では「大韓 (テハン) 海峡」と呼称して北朝鮮同様に対馬海峡全体の意味で用いられる。